# Feynmandiagram

Feynmandiagram dat verstrooiing van elektronen in laagste orde beschrijft. De tijd loopt hier van onder naar boven.

Een feynmandiagram is een methode om berekeningen in kwantumveldentheorie te doen, ontwikkeld door de Amerikaanse natuurkundige Richard Feynman.
De lijnen stellen deeltjes voor die een zekere interactie met elkaar hebben. Wiskundige uitdrukkingen corresponderen met elke lijn en elk knooppunt. De waarschijnlijkheid dat bepaalde interacties plaatsvinden, kunnen berekend worden door de bijbehorende diagrammen te tekenen en deze te gebruiken om de juiste wiskundige expressie te vinden. Het zijn in principe boekhoudkundige gereedschappen met een eenvoudige visuele voorstelling van een wisselwerking van deeltjes.